# Brachioppiella ramosa
Brachioppiella ramosa är en kvalsterart som först beskrevs av Karppinen 1966.  Brachioppiella ramosa ingår i släktet Brachioppiella och familjen Oppiidae. Inga underarter finns listade.